# 楠本みいな
楠本 みいな （くすもと みいな、1972年3月21日 - ）は、日本の元AV女優。

## 略歴・人物
1990年11月に『バス通りでHして!! PART.5　ピンクの果実』（VIP）でAVデビュー。個性的なロリータフェイスからブルセラ路線のAVに起用されることが多く、森下あみいなどと同じような立ち位置にいた。実質的な活動期間は短く、翌1991年に引退。
趣味:ショッピング。長電話。

## 出演作品

### アダルトビデオ（オリジナル作品）
1990年
- バス通りでHして!! PART.5　ピンクの果実（11月9日、VIP 7D-083）
- テクニカルラブ 電話で濡らして!!（12月1日、シェール HRC-058）
- 懺悔のしずく（12月14日、アリスJAPAN KA-1364）

1991年
- みいなの変態ごっ娘（1月10日、宇宙企画 IS-30）
- スーパーVIDEO塾 ブルマー倶楽部 3（1月10日、宇宙企画 UF-72）…他出演:小沢奈美、相沢優花 ほか
- 妹の下着 5（1月26日、VINL JF32）…共演:林かづき
- 愛出すバナナ探偵社 カメレオーナの巻 制服FUCK（2月12日、アイダス/White House TW-1010）
- 官能のラビリンス 性一夜物語（3月2日、ミス・クリスティーヌ AMC-005）
- レイプ狂い 凌辱（3月8日、アリスJAPAN KA-1382）
- お姉さんがしてあげる（3月25日、マドンナメイト MV-047）…共演:森村あすか、渚友紀
- ネバ・ネバ エンディング エクスタシー（3月30日、KUKI QX-134）
- おぢちゃんのねばねばなっとう（4月15日、アリーナ・エンターテインメント CS-171）
- 乳を訪ねて三千里 神戸のお嬢様編 楠本みいな 千原まどか ほか（5月5日、大陸書房 PV-1727）全3名 ※「白鳥みいな」名義
- 乙女学園 3 糸びいた下着（5月17日、笠倉出版社 CAV32-34）…共演:森村あすか、渚友紀
- コスチューム・フェティッシュ ブルマーと保健室（5月25日、桜桃書房/ゴリラ GO-014）
- AVブリッコ金賞 3 名器は熟れごろ（1991年前半、Five Star FV-8856）
- ブルマー倶楽部 先生いじめ教室（6月22日、ピラミッド-Sexy Collection PV-1595）
- 若奥様は同級生 3 小林里穂 多岐川裕里 楠本みいな 吉川りりあ（7月10日、Five Star FV-8874）
- お嬢さんは淫ら突き（12月20日、ピラミッド-Sexy Queen PV-1749）
- 名器は熟れごろ（大陸書房 PV-1749）

1992年
- 制服探偵七変化（3月、テーピーエス TP-503）※「愛出すバナナ探偵社 カメレオーナの巻」を再編集したもの

1994年
- ブルマーの触診（12月31日、スコイア CAR-009）

発売年不明
- みいなの放課後日誌（プワゾン・エンタープライズ POI-005）VHS
- ロリ顔エッチ みいな（アフロディーナ映像 LJ-03）VHS

### 一般指定作品
- パワフル・スーパーVIDEO DOKIDOKI VOL.6（1991年4月、リイド社 LV-1052）…他出演:小林里穂、佐藤真紀

### アダルトビデオ（編集もの、BESTもの、DVD ほか）
1991年
- ベスト・セレクション 5 早坂麻衣子 立野しのぶ 夏木リサ 緒方まり 楠本みいな 森永千代子（4月21日、宇宙企画 FX-15）全6名
- 若奥様は同級生 3 小林里穂 多岐川裕里 楠本みいな 吉川りりあ（7月10日、Five Star FV-8874）全4名
- あぶない制服 VS ランジェリー SPECIAL 25 小沢奈美 森村あすか 五島めぐ 木田彩水 河合美果 他（10月5日、笠倉出版社 AJV32-51）全25名
- THE BEST OF 発射スペシャル 10（アリーナ・エンターテインメント CS-195）全10名
- 名器百選 イキまくり好色五人娘（アイダス CS-24）全5名
- 制服マンマンくらべ 2 藤木流花・林由美香・木田彩水・朝比奈樹里・御藤静 他（ファイブスター）全10名

1992年
- コレクションX スペルマ狂いの天使たち（1月18日、KUKI QX208）全10名
- 恥辱のマドンナ スーパーコレクション'93（2月、イメージ・ボックス CV-1107）全12名
- AVアイドルCLUB（4月15日、ファイブスター FV-8906）全7名
- ナース天国SPECIAL 野村理沙 楠本みいな 中原絵美 小沢奈美 浅井理恵 他（7月1日、笠倉出版社 AJV33-31）全20名
- 新ブルマー倶楽部 SPECIAL 五十嵐こずえ 小林里穂 河合美果 楠本みいな 他（9月25日、笠倉出版社）全10名
- レイプ狂い8連発！（10月2日、アリスJAPAN KA-1500）全8名

1994年
- スクールハンティング 女子校生の叫び 楠本みいな 児島理乃 小林里穂（AVステーション）全3名

1995年
- ナース伝説10年史 1 楠本みいな 中原絵美 早瀬理沙 森村あすか 早瀬理沙 他（4月3日、笠倉出版社 AJV75-61）全35名

2004年以降
- ナースSEX20年史 デラックス（2004年11月12日、FIVE STAR DAJ-049）全15名
- DECADE 楠木みいな（2006年4月21日、ピエロ PAR-133）
- DECADE EX 31 楠みいな（2010年11月26日、ピエロ DEX-031）
- 夢の11連発 VOL.4（2011年10月9日、AGA）全11名
- 完熟名器 楠本みいな（2022年7月5日、スパークビジョン NAGA-048）

## 書籍

### 写真集
- Big Melon 田中露央沙・庄司みゆき・樹まり子・木田彩水 ほか（1991年7月20日、大陸書房）全12名
- ボディコンスペシャル 冬木あずさ 野坂なつみ 楠本みいな ほか（三興出版）

### 雑誌
- Beppin 1990年11月号、1991年3月号、6月号（英知出版）
- クラスメイトジュニア 1990年11月号（少年出版社）
- オトメクラブ 1990年12月号（白夜書房）
- 美少女club 1991年1月号（サン出版）
- オレンジ通信 No.109 1991年1月号（東京三世社）
- ビデオ・ザ・ワールド 1991年1月号（白夜書房）
- あッぷるず。 1991年1月号（考友社）
- 熱烈投稿 1991年1月号（少年出版社）
- アップル通信 1991年2月号（三和出版）
- 胸キュン写真同盟 1991年2月号（大洋書房）
- The SUGAR 1991年2月号（考友社）
- Girl Friends 1991年3月号、6月号（若生出版）
- おとこの遊び専科 1991年3月号（青人社）
- 投稿ニャンニャン写真 1991年3月号（サン出版）
- SPARK 1991年4月号（白夜書房）
- ベストビデオ 1991年2月号 No.49、4月号 No.51、5月号 No.52、7月号 No.54（楠本みいな:袋とじピンナップポスター）、9月号 NO.56（楠本みいな:完全カタログ）、10月号 NO.57（三和出版）
- アダルトビデオ オレンジ通信 1991年4月増刊号（東京三世社）
- PANTY NOTE パンティノート 1991年4月号増刊（サン出版）
- TOP TEN MATE 1991年6月号（若生出版）
- Videco CluB 1991年6月号（日本文芸社）
- Girl Friends 1991年6月号（若生出版）
- ビデオ情報 1991年6月19日涼風増刊号（楠本みいな:完全カタログ）（日本文芸社）
- 女子大生ランジェリー 研究課程編（1991年6月20日、綜合図書）
- スーパー写真塾増刊 「アクション女子」 1991年7月号（少年出版社）
- GRACE 1991年9月号（若生出版）
- BEST VIDEO SPECIAL No.5（1993年1月10日、三和出版）